# Alderholt
Alderholt är en ort och civil parish i Storbritannien.   Den ligger i kommunen Dorset och riksdelen England, i den södra delen av landet, 140 km sydväst om huvudstaden London. Alderholt ligger 45 meter över havet och antalet invånare är 2 855.
Terrängen runt Alderholt är platt. Runt Alderholt är det ganska tätbefolkat, med 222 invånare per kvadratkilometer. Närmaste större samhälle är Salisbury, 17,1 km norr om Alderholt. Omgivningarna runt Alderholt är en mosaik av jordbruksmark och naturlig växtlighet.